# Krajowe Stowarzyszenie Udziałowców
Krajowe Stowarzyszenie Udziałowców /KSU/ powstało w 1996 r. z inicjatywy działaczy NSZZ „Solidarność”. Od początku 1997 r. gromadziło powszechne świadectwa udziałowe na zasadzie składki członkowskiej. Celem Stowarzyszenia było zdobycie 1 mln świadectw udziałowych, a następnie przejęcie wybranego NFI. Liderem Stowarzyszenia był dr Daniel Alain Korona. Działalność KSU była kontestowana przez część środowisk związkowych i politycznych, a władze NSZZ „Solidarność” nie poparły oficjalnie tej inicjatywy. Brak wsparcia związkowego i konieczność tworzenia od podstaw własnych struktur organizacyjnych spowodowały porażkę działań KSU i stopniowe zaprzestanie działalności.